# Guvernul Nicolae Coval
Guvernul Nicolae Coval este un cabinet de miniștri care a guvernat RSS Moldovenească în perioada 19 aprilie 1945 - 5 ianuarie 1946.

## Componența cabinetului
- Președintele Sovietului de Miniștri

Nicolae Coval (19 aprilie 1945 - 5 ianuarie 1946)
- Ministrul afacerilor externe

Gherasim Rudi (19 aprilie 1945 - 5 ianuarie 1946)
- Ministrul afacerilor interne

General-maior Mihail Markeev (19 aprilie 1945 - 5 ianuarie 1946)
- Ministrul securității naționale (președinte al Comitetului pentru Securitatea Statului)

General Iosif Mordoveț (19 aprilie 1945 - 5 ianuarie 1946)